# Xiannühu
Xiannühu (kinesiska: 仙女湖) är en köping i sydvästra Kina. Den ligger i Fengdu härad i storstadsområdet Chongqing, omkring 120 kilometer öster om det centrala stadsdistriktet Yuzhong. Antalet invånare är 10 791. Befolkningen består av 5 185 kvinnor och 5 606 män. Barn under 15 år utgör 28,0 %, vuxna 15-64 år 58 %, och äldre över 65 år 13,0 %.
Kommunen hette fram till 2013 Sanba (kinesiska: 三坝) och hade status som socken.